# Louis Hjelmslev
Louis Hjelmslev (Koppenhága, 1899. október 3. – Koppenhága, 1965. május 30.) dán nyelvész és az európai strukturalizmus képviselője volt. Hjelmslev a nyelv elemzésekor megpróbálja kizárni a nyelven kívüli szempontokat és csak a nyelven belüli jelenségekre összpontosít.

## Élete
Hjelmslev 1917-től 1923-ig összehasonlító nyelvészetet tanult a koppenhágai egyetemen és Holger Pedersennél doktorált. Szakterülete a litván volt. 1921-ben Litvániában sajátította el a nyelvet ill. tanulmányozta azt. Már 1919-ben megkapta egyeteme aranyérmét egy tanulmányáért, amelyet az oszk nyelvű feliratokról írt. 1934-től Århusban volt professzor, majd 1937-től a koppenhágai egyetemen. 1956-tól ő volt az általa alapított Nyelvészeti és Fonetikai Intézet igazgatója. Öregkorában évekig súlyos agybetegséggel küzdött.

## Munkássága
Hjelmslev elmélete továbbgondolta Saussure nyelvi jelekről kialakított koncepcióját. A jelet egy két szint közötti jelviszony (vagy jelfunkció) reprezentálja. Az egyik szint a kifejezés szintje, a másik a tartalmi szint. Ha két egység egyazon szinten belül felcserélődik, akkor ez elméletileg a másik szinten is különbséghez vezet.
Az elemeket mindkét szinten az azokat más elemekhez kötő szintagmatikus és paradigmatikus kapcsolatuk jellemzi. Ezek a kapcsolatok mindkét szinten azonos formát eredményeznek (egy kapcsolati alakzat két nyelvi elem között), függetlenül a kivetüléstől a különbségekre az anyagban. Szintagmatikus kapcsolatok pedig elemek közötti kapcsolatok, amelyek ugyanazon alak részei. A paradigmatikus szemantikai kapcsolatok pedig olyan elemek közötti kapcsolatok, amelyek egymást helyettesíthetik, például szinonímák és antonímák. Hjelmslev ezen elméletének a glosszematika nevet adta.
Tudományos álláspontja hasonlít a transzformációs generatív nyelvtanra.